# Projet 9-12
Le Projet 9-12 (9/12 Project en anglais) est un mouvement politique américain qui a été fondé en mars 2009 par le présentateur de Fox News Glenn Beck. L'objectif est d'unifier les Américains en recréant le sentiment nationaliste qui était apparu après les attentats du 11 septembre 2001. 
Le nom de « 9/12 » fait à la fois référence au lendemain des attentats du 11 septembre 2001 (9/11 en américain) et aux neuf principes et douze valeurs qui structurent ce projet politique. Les neuf principes sont :
1. L'Amérique est bonne. (America is good.)
2. Je crois en Dieu et il est le centre de ma vie. (I believe in God and He is the center of my life.)
3. Je dois toujours essayer d'être une personne plus honnête aujourd'hui qu'hier. (I must always try to be a more honest person than I was yesterday.)
4. La famille est sacrée. Mon épouse et moi sommes la plus haute autorité, pas le gouvernement. (The family is sacred. My spouse and I are the ultimate authority, not the government.)
5. Si vous enfreignez la loi vous êtes puni. La justice est aveugle et personne n'est au-dessus d'elle. (If you break the law you pay the penalty. Justice is blind and no one is above it.)
6. J'ai le droit à la vie, à la liberté et à la recherche du bonheur, mais il n'y a aucune garantie que tout le monde obtienne les mêmes résultats. (I have a right to life, liberty and pursuit of happiness, but there is no guarantee of equal results.)
7. Je travaille dur pour ce que j'ai et je le partagerai avec qui je veux. Le gouvernement ne peut pas me forcer à être charitable.  (I work hard for what I have and I will share it with who  [sic] I want to. Government cannot force me to be charitable.)
8. Ce n'est pas anti-Américain de ne pas être d'accord avec les autorités ou de partager mon opinion personnelle. (It is not un-American for me to disagree with authority or to share my personal opinion.)
9. Le gouvernement travaille pour moi. Je ne leur dois aucune explication, ils me doivent des explications. (The government works for me. I do not answer to them, they answer to me.)

Les douze valeurs sont : honnêteté, respect, espoir, épargne, humilité, charité, sincérité, modération, travail, courage, sens des responsabilités, gratitude (anciennement amitié).
(en anglais : honesty, reverence, hope, thrift, humility, charity, sincerity, moderation, hard work, courage, personal responsibility, gratitude (formerly friendship).